# Emporion

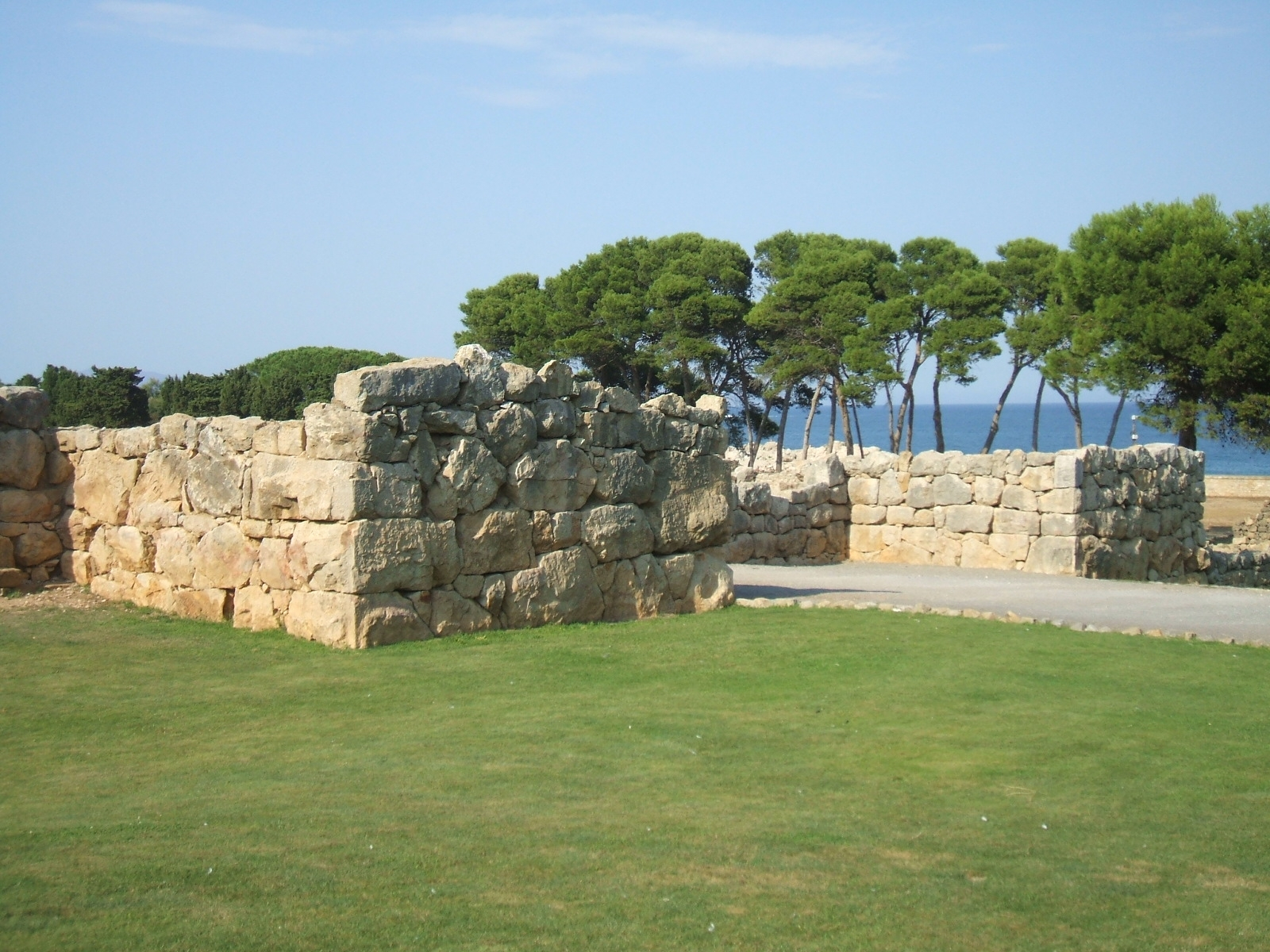
Südliches Tor der Neapolis von Empúries, einem Emporion im Nordosten des heutigen Spaniens.

Als Emporion (altgriechisch ἐμπόριον emporion, lateinisch emporium) wird in der Antike spätestens seit Herodot ein Markt- und Handelsplatz einer Stadt bezeichnet, der als Handelsniederlassung außerhalb des griechischen Mutterlandes angelegt wurde oder im Heimatland selbst als Umschlagplatz für fremde Waren unterhalten wurde. Da in der Antike der Fernhandel weitgehend über die Küstenschifffahrt abgewickelt wurde, handelt es sich meist um einen Hafen. Als frühe Erscheinung antiker Handelsbeziehungen war ein Emporion vielfach Ausgangspunkt für spätere Siedlungs- und Stadtgründungen. In der Forschung dient der Begriff zur Abgrenzung von Apoikien, die als vollwertige Polis angelegt wurden und nach einer Gründungsphase von ihrer Mutterstadt unabhängig waren. Ein Emporion verfügte im Gegensatz hierzu normalerweise weder über ein eigenes Bürgerrecht noch über politische Institutionen.
Modern kann ein solcher Handelsplatz als Freihafen mit Warenbörse angesprochen werden, der über besondere eigene Zoll-, Geld- und Handelsrechte verfügte. Typisches und bekanntestes Beispiel ist Naukratis, das als einzige griechische Niederlassung – unter maßgeblicher Beteiligung der Stadt Milet – in Ägypten gegründet werden durfte. Ein weiteres bekanntes Emporion ist Massalia, das im 6. Jahrhundert v. Chr. durch die Phokaier gegründet wurde und sich später zur Polis entwickelte. Schließlich wurde eine Gruppe von Städten an der nordafrikanischen Küste als Emporia bezeichnet, und zwar im engeren Sinn die Städte der Syrtis Minor und in einem weiteren Sinn außerdem die Städte der Byssatis bzw. der Tripolitania bzw. der Byssatis und der Tripolitania.
Als antike Orte, bei denen Emporion Namensform oder -bestandteil ist, sind zu nennen (von West nach Ost):
- Emporion oder Emporiae an der iberischen Mittelmeerküste, von Griechen im 6. Jahrhundert v. Chr. gegründet, trägt den Namen noch heute (katalanisch Empúries, spanisch Ampurias)
- in Rom der im frühen 2. Jahrhundert v. Chr. am Tiber angelegte Flusshafen, siehe Emporium
- Emporion Segestanon an der Nordküste Siziliens[2]
- Emporion an der Nordküste Kalabriens[3][4]
- Emporium Piretensium, römischer Handelsplatz in Moesia inferior[5]
- Emporium Discoduraterae, römischer Handelsplatz in Moesia inferior[6]
- Mouza Emporion an der Küste von Arabia felix, dem heutigen Jemen[7]
- Mosylon Emporion am Horn von Afrika[8]
- Aromata Emporion  am Horn von Afrika[9]
- Monoglosson Emporion an der Westküste Indiens[10]

Emporio auf Chios war eine seit der frühen Jungsteinzeit bestehende, um 1100 v. Chr. zerstörte Siedlung, die zu Beginn der Archaischen Zeit neu besiedelt wurde und stark griechischen Charakter offenbart.
Siehe auch Emporio.